# بوشيني عالمي
بوشيني عالمي (الاسم العلمي: Puccinia universalis) هو نوع من الفطريات يتبع جنس البوشيني من فصيلة البوشينية.